# SPRINGS
『SPRINGS』（スプリングス）は、米原秀幸による日本の漫画作品。1989年に『ヤングチャンピオン』（秋田書店）で連載された。ヤングチャンピオンコミック大賞を受賞した作品で、作者にとっての漫画家デビュー作品（巻頭カラー）。連載終了後、長らくコミックス化されなかった作品だったが、10年の時を経てコミックスとして発売された。なお、コミックスは1999年発売で、描き下ろしのプロローグとエピローグが収録されている。
デビュー作が『ヤングチャンピオン』の巻頭カラーになったことを、のちに「だまされていると思った」と語った。

## ストーリー
1人の男が街に帰ってきたところから、高校生活の春＜SPRINGS＞が始まる。SPRINGS＝「年がら年中はじけてるヤツラ」の意味。

## 主な登場人物
香川 弘彦（かがわ ひろひこ）
自身のバンドではヴォーカルを務めるお調子者。
斉藤 緑（さいとう みどり）
都立栄里高校に転入してきたギタリスト。
内海 勝也（うつみ かつや）
かつては緑・裕子と幼馴染みのように仲が良かった。
裕子（ゆうこ）
勝也の彼女。
岡崎 悟（おかざき さとる）
物静かな男で絵が上手い。
ちなつ先生（ちなつせんせい）
保健室の先生。何かと弘彦に襲われそうになる。
斉藤 紅香（さいとう べにか）
緑の妹でバンギャ（バンドギャル）。
草前 恵（くさまえ めぐみ）
紅香のバンドのギタリストで、弘彦の幼馴染み。

## 書誌情報
- 米原秀幸 『SPRINGS』 秋田書店〈少年チャンピオン・コミックス〉、全1巻
  1. 1999年5月発売 ISBN 4-253-04386-0

本編9話に加え、プロローグとエピローグも収録。

## その他
- 裕子の名前が、中盤で「祐子」になり、終盤で「裕子」に戻る。
- エピローグにて、「岡崎悟」が作者本人のオマージュのように描かれている。